# Ignaz Karl Figuly von Szep

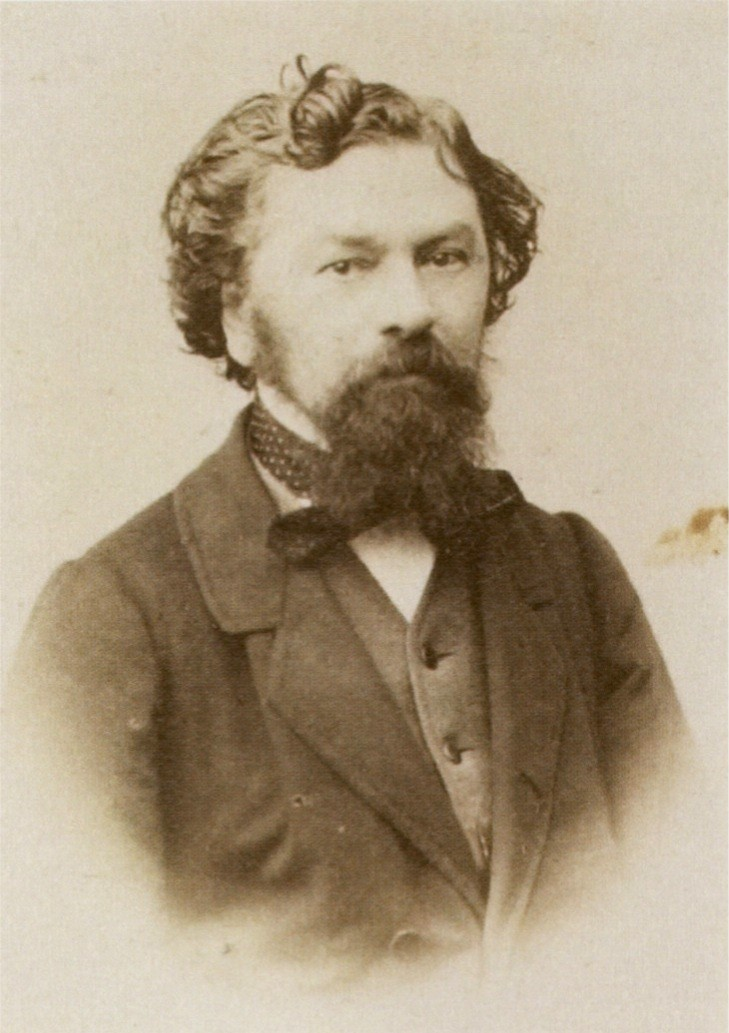
Porträt Figulys (um 1850)

Ignaz Karl Figuly von Szep (* 2. September 1807 in Wien; † 15. Juli 1875 in Linz) war ein oberösterreichischer Landtags- und Reichsratsabgeordneter.

## Leben
Der Sohn eines Regimentssattlers studierte von 1826 bis 1829 Rechtswissenschaften an der Universität Wien. Anschließend begann er seine berufliche Karriere am Linzer Landesgericht. Im Jahr 1839 trat er in die Kanzlei von Karl Wiser, welcher später Bürgermeister in Linz wurde, ein.
Figuly wurde 1843 in den Industrie- und Gewerbeverein für Innerösterreich aufgenommen und 1851 erster Sekretär der in diesem Jahr gegründeten OÖ. Handelskammer. Der Jurist setzte sich für eine Verbesserung des oberösterreichischen Verkehrswesens und für die Errichtung des Linzer Zollgebäudes ein, sowie für den Bau des Allgemeinen Krankenhauses, des Landesmuseums und der Realschule. Von 1861 bis 1873 war er im Oberösterreichischen Landtag als Delegierter der Kammer und gehörte bis 1867 auch dem Landesausschuss an. Der Landtag entsandte ihn 1867 und erneut 1871 in den Reichsrat, wo er sich dem Klub der Linken bzw. der Verfassungspartei anschloss und auch in die Delegationen gewählt wurde. 
In Linz war er auch kulturell tätig – so gründete er den Linzer Männergesangsverein.
Er wurde am Stadtfriedhof Linz/St. Martin zur letzten Ruhe gebettet.

## Weiteres
Die nach ihm benannte Linzer Figulystraße verläuft von der Gärtnerstraße in südwestlicher Richtung zur Waldeggstraße.